# 根上博
根上 博（ねがみ ひろし、1912年8月3日 - 1980年6月7日）は、北海道余市郡余市町出身の日本の競泳選手。立教大学卒業。1930年代に活躍し、1936年ベルリンオリンピックで入賞した。

## 経歴・人物
余市町大川尋常小学校（現 余市町立大川小学校）時代に本格的に水泳を始め、旧制余市中学校（現・北海道余市紅志高等学校）時代から競泳選手となり、全国大会に出場するが、予選で敗退している。
1931年に立教大学に入学してから徐々に力をつけ、1934年の第10回日本選手権水泳競技大会では男子1500m自由形にて19分16秒2で優勝、そのレースの1000m途中計時で12分41秒8の世界新記録を樹立すると、同年の第十三回全國學生水上競技大會では400m及び800mの自由形で牧野正蔵（早稲田大学）と激しく鍔迫り合いを演じ、2種目とも牧野に及ばず2位となるも800mでは10分8秒4のタイムを出し、10分1秒2を出した牧野とともに世界新記録を更新した。
1935年になると8月上旬の日米対抗水上競技大会予選会の男子400m自由形で4分46秒0の日本新記録を樹立する。その日米対抗水上競技大会本選では男子400m自由形で当時のアメリカ合衆国の第一人者であったジャック・メディカと接戦を演じて2位となったが4分45秒2の日本記録を樹立、更に男子1500mではメディカと激しく鍔迫り合いを演じて10分02秒4の同タイムながら僅かに1着となり、最終日の男子800mフリーリレーでは遊佐正憲、石原田愿、牧野正蔵とチームを組んで8分52秒2の世界新記録を樹立し、根上の名を響かせることとなった。
ベルリンオリンピック日本代表選手に選ばれ、本大会では400m自由形において4分53秒6で5位に入賞する。しかし「水泳王国」と呼ばれ、メダリストを輩出した当時の日本ではこの結果は目立つものではなかった。実は根上は前年の日本記録樹立後はスランプ状態にあり、それが原因でメダルを逃すことになった。
1939年、大日本帝国陸軍歩兵第26連隊に所属して主計少尉を務めていた時に、ノモンハン事件を経験した。根上が戦死したという誤報も飛び、米国のロバート・キッパスから弔電が送られたという。のちに研究者の調査や取材などを受け、この戦闘についての証言を行っている。
第二次世界大戦後、1956年メルボルンオリンピックでは水泳選手団の女子監督を務めた。また、1961年日本水泳連盟理事長に就任した。
北海道出身の全国的な水泳選手は珍しく、以後の著名なオリンピック出場選手としてはシドニーオリンピック女子4×100mメドレーリレー銅メダルを獲得した田中雅美（遠軽町生まれ・岩見沢市出身）や北京オリンピック男子4×100mメドレーリレーの自由形泳者で銅メダルを獲得した佐藤久佳（苫小牧市出身）が挙げられる程度である。

## 主な記録
(立教大学体育会水泳部年譜を参照)
1932年　
第11回日本学生選手権　800m自由形　10分32秒2（6位）
1933年
第12回日本学生選手権　800m自由形　10分32秒2（3位）(ママ)
1934年
日本選手権 1500m自由形　19分16秒6（3位）　途中計時1000mで世界新
第13回日本学生選手権　400m自由形　4分47秒0（1位）
　　　　　　　　　　　　　　　　800m自由形　10分18秒5（1位）
1935年　
日米対抗選手選考会　　400m自由形　4分46秒0（1位）※日本新
　　　　　　　　　　　　　　　1500m自由形　19分13秒2（1位）
日米対抗選手権　　　　400m自由形　4分45秒2（2位）※同着
　　　　　　　　　　　　　　 800m自由形　10分02秒4-1位
第14回日本学生選手権　400m自由形　4分45秒2（1位）※日本新
　　　　　　　　　　　　　　　　800m自由形　10分00秒8（2位）※世界新
　　　　　　　　　　　　　　　※300m自由形　3分32秒0　は世界新記録として公認された
1936年　
オリンピック最終選考会　400m自由形　4分55秒6（3位）